# Дефемінізація
У біології розвитку та зоології дефемінізація — це аспект процесу статевої диференціації, при якому потенційно специфічна для самки структура, функція або поведінка змінюється одним із процесів розвитку самця.